# Kransbekerharskorstje
Het kransbekerharskorstje (Peniophorella praetermissa) is een schimmel behorend tot de familie Rickenellaceae. Hij leeft saprotroof op loof- en naaldhout in vele vegetatietypen tot op het wrakhout aan de voet van de buitenste duinen.

## Kenmerken
De schimmel vormt uitgespreide, dunschillige vruchtlichamen die stevig aan het substraat hechten. De rand is niet vezelig. Het oppervlak is glad en zuiver wit van kleur, later min of meer geelachtig tot licht okerkleurig. Als het droog is, is het een beetje gescheurd.
Het heeft een monomitisch hyfensysteem. De hyfen zijn hyaliene en sterk vertakt. Er zitten gespen aan de septen. Ingelegde hyphidia zijn afwezig. De dunwandige leptocystidia zijn 50 tot 100 micrometer lang en acht tot twaalf micrometer breed. Ze zijn glad of losjes ingelegd aan de punt. Stephanocystidia zijn zelden aanwezig; lampro- en echinocystiden zijn afwezig. De sporen zijn cilindrisch van vorm, aan één kant afgeplat, zelden ingedeukt, kleurloos, glad en meten 7–12 × 4–5,5 µm.

## Ecologie
De schimmel komt vooral voor in beuken- en dennenbossen. Het is ook te vinden in oeverbossen van zwarte elzenbroekbossen en zomereikenbossen. Hij leeft op rotte stammen, takken en twijgen van loof- en naaldbomen onder of aan de zijkant, soms ook op oudere houtzwammen. De vruchtlichamen zijn te vinden in het voor- en najaar. Bij vochtig, zacht weer ook het hele jaar door.

## Verspreiding
Het kransbekerharskorstje komt voor in het Holarctisch gebied, in Zuid-Afrika en in Zuidoost-Azië. In het Holarctisch gebied komt het meridiaan tot gematigd voor en is gerapporteerd in de Verenigde Staten, Europa en Iran. In Europa loopt het verspreidingsgebied van de Atlantische Oceaan naar Midden-Europa. Het kan worden gevonden van Frankrijk in het westen tot Polen in het oosten en het zuiden tot Oostenrijk en in het noorden tot de Hebriden, de Shetland-eilanden en Noorwegen. De schimmel komt ook voor op de Canarische Eilanden.
In Nederland komt het algemeen voor. Het staat niet op de rode lijst en is niet bedreigd.